# Orthosia melantha
Orthosia melantha là một loài thực vật có hoa trong họ La bố ma. Loài này được (Decne.) Malme mô tả khoa học đầu tiên năm 1921.